# Congresso di Tucumán

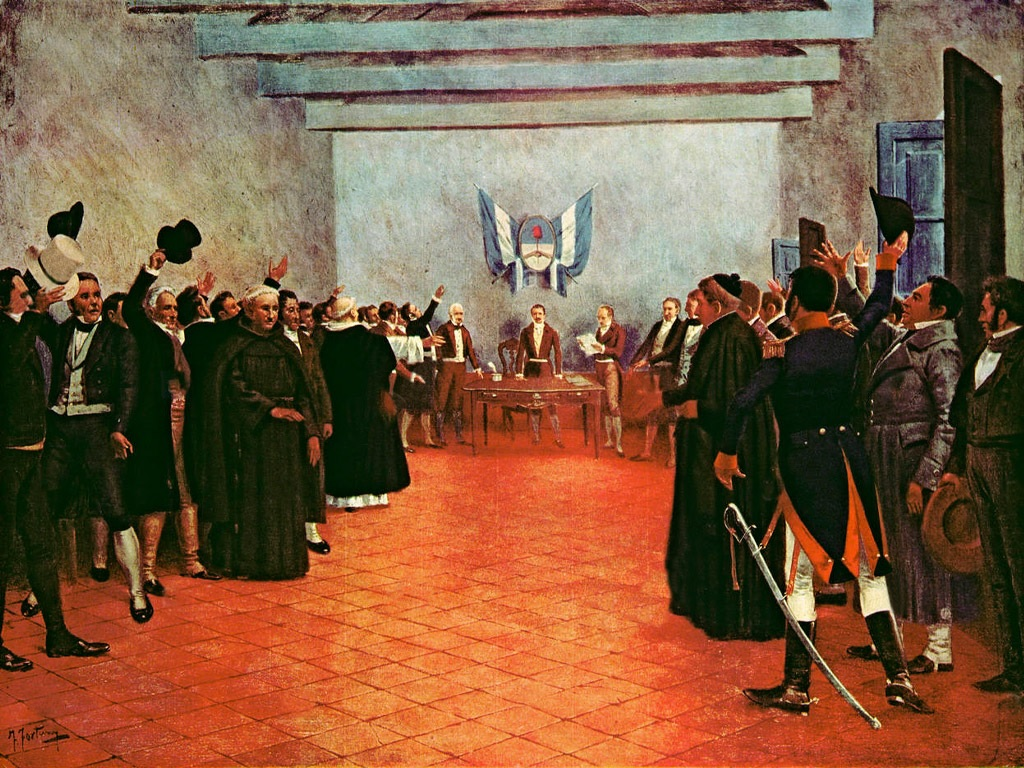
El Congreso de Tucumán. Opera di Francisco Fortuny (1910).

 Il Congresso di Tucumán (in spagnolo Congreso de Tucumán) fu un'assemblea legislativa e costituente formata da rappresentanti eletti all'interno delle Province Unite del Río de la Plata che si riunì nella città di San Miguel de Tucumán e in seguito a Buenos Aires tra il 1816 e il 1820. Tra le sue risoluzioni dichiarò il 9 luglio 1816 l'indipendenza dall'Impero spagnolo.

## Origini
La Rivoluzione di Maggio aveva spodestato nel 1810 a Buenos Aires il viceré spagnolo per instaurare al suo posto la Prima Giunta; questa si preoccupò in un primo momento di non manifestare tuttavia una totale rottura con il precedente regime. Il legittimo sovrano, Ferdinando VII, si trovava in quel momento prigioniero in Francia; il governo nato dai rivolgimenti rivoluzionari giurò il 25 maggio fedeltà al re spagnolo, continuando in tal modo a riconoscerne formalmente l'autorità. Il 18 dicembre 1810 alla Prima Giunta, l'organo di governo collegiale uscito dalla rivoluzione, si unirono i rappresentanti eletti nelle città interne del vicereame, dando origine alla Giunta Grande; tale processo fu favorito dagli elementi più moderati in seno ad essa, con lo scopo di rinviare la convocazione di un congresso che gli elementi più radicali, riuniti intorno alla figura di Mariano Moreno, avrebbero voluto sancisse formalmente l'indipendenza.
All'interno del nuovo esecutivo però si acuì la lotta tra le diverse fazioni; di fronte al montare dell'opposizione radicale, il 5 e 6 aprile 1811 una marcia promossa da funzionari di quartiere e comandanti militari portò al rafforzamento della componente moderata guidata da Cornelio Saavedra e all'espulsione di quattro membri della giunta. L'arrivo in città della notizia della sconfitta nella battaglia di Huaqui, tuttavia, indusse l'esecutivo ad inviare al fronte lo stesso Saavedra, con l'obbiettivo di riorganizzare l'esercito; priva del suo elemento di spicco e formata quasi interamente da persone estranee a Buenos Aires, la giunta perse prestigio e fu costretta a subire l'opposizione del cabildo cittadino, divenuto il fulcro dell'opposizione alla sua politica.
In seguito alle controversie tra la giunta e il cabildo di Buenos Aires riguardo alle modalità di elezione dei rappresentanti cittadini al futuro congresso, previsto dalle risoluzioni deliberate il 25 maggio 1810 dalla Prima Giunta ma non ancora convocato, la borghesia cittadina scese in piazza per reclamare un'assemblea (cabildo abierto); questa nominò 16 persone con il compito di discutere con l'esecutivo l'adozione di misure adeguate di fronte al pericolo dell'avanzata realista. Isolata politicamente, la Giunta Grande sancì con un decreto del 23 settembre 1811 la creazione di un “triumvirato” nel quale concentrare il potere esecutivo; per sé stessa riservò un ruolo di controllo su tale organismo e la sua trasformazione in organo legislativo. Forte dell'appoggio del cabildo, tuttavia, il Primo Triumvirato decretò la dissoluzione della giunta il 7 novembre 1811, emanando pochi giorni più tardi uno statuto che avrebbe dovuto rimanere in vigore fino all'adozione di una nuova costituzione.
Minato dai contrasti con le assemblee generali chiamate ad eleggere a scadenza regolare i nuovi membri e dal crollo di prestigio seguito alla battaglia di Tucumán, nella quale Manuel Belgrano era riuscito ad arrestare l'avanzata realista contravvenendo agli ordini giunti da Buenos Aires, il Primo Triumvirato cadde in seguito ad una rivolta popolare e militare l'8 ottobre 1812. Il nuovo organo esecutivo nato da tale eventi, il Secondo Triumvirato, convocò un'assemblea costituente con un decreto del 24 ottobre 1812. Questa, passata alla storia con il nome di Assemblea dell'anno XIII, si riunì per la prima volta il 31 gennaio 1813 a Buenos Aires, dichiarando di non riconoscere alcun potere superiore al proprio ma tralasciando ogni riferimento alla sovranità di Ferdinando VII. Se pure organizzò e delimitò i poteri di un nuovo Stato, l'assemblea non assolse il compito principale per il quale era stata eletta, quello di redigere una nuova costituzione.
Su indicazione dello stesso Triumvirato, il 26 gennaio 1814 i deputati crearono un nuovo organo esecutivo a sostituzione del precedente, il Direttorio, concentrando il potere nelle mani di una sola persona. L'assemblea si riunì per l'ultima volta il 26 gennaio 1815, conferendo in un momento di estremo pericolo per gli esiti della rivoluzione l'intero potere al Direttore Supremo, Carlos María de Alvear.

## Il Congresso
Caduto Alvear nell'aprile del 1815 a seguito dell'ammutinamento del colonnello Ignacio Álvarez Thomas, inviato dal Direttore Supremo a reprimere una rivolta a Santa Fe, il potere fu assunto dal cabildo di Buenos Aires, che elesse una giunta con il compito di nominarne il successore e di redigere un nuovo statuto provvisorio. La scelta del nuovo capo dell'esecutivo cadde su José Rondeau; essendo questi impegnato al comando dell'esercito che affrontava i realisti spagnoli in Alto Perù, in sua sostituzione fu designato lo stesso Álvarez Thomas. Il nuovo Direttore Supremo convocò il congresso generale che avrebbe dovuto redigere la nuova costituzione.

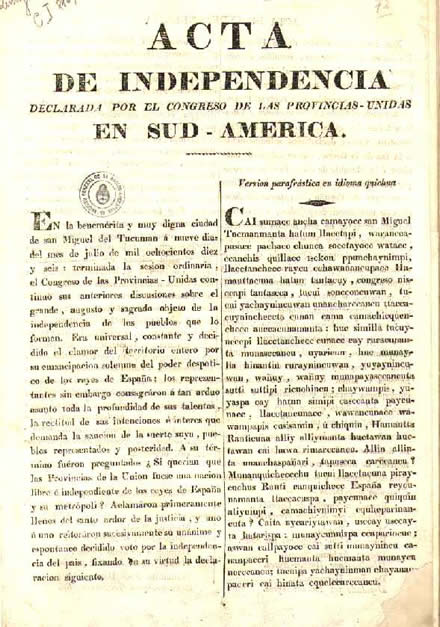
La Dichiarazione di Indipendenza delle Province Unite in Sud-America redatta in spagnolo e in quechua.

L'assemblea aprì le sue sessioni il 24 marzo 1815 nella città di San Miguel de Tucumán; i 33 deputati rappresentavano diverse province del Río de la Plata. La sede fu scelta lontano da Buenos Aires per evitare di dare l'impressione che gli interessi di tale città sarebbero stati predominanti nel corso delle discussioni. Al congresso non parteciparono i rappresentanti di quattro province che, sotto l'influenza di José Gervasio Artigas, propugnavano una forma di governo federale: Corrientes, Entre Ríos, Santa Fe e Orientale.
Sotto l'impulso di José de San Martín, l'assemblea fu tenuta a trattare, dopo la nomina di Juan Martín de Pueyrredón a nuovo Direttore Supremo, la questione dell'indipendenza dalla Spagna; secondo il generale, che esercitava una grande influenza su alcuni dei deputati, il solo fatto di continuare a dichiarare formalmente la propria sottomissione a Ferdinando VII qualificava presso il consesso internazionale il governo di Buenos Aires come un organismo ribelle. Il 9 luglio 1816 il Congresso di Tucumán proclamò formalmente la propria indipendenza dalla Spagna; il 19 dello stesso mese la dichiarazione fu completata aggiungendo che le Province Unite del Río de la Plata si emancipavano da ogni dominazione straniera. In seguito l'assemblea cominciò a discutere le forme in cui organizzare lo Stato e il carattere della nuova costituzione. Nel 1817, lo spostamento della sede da Tucumán a Buenos Aires diede maggior vigore agli interessi della capitale dell'ex vicereame: la costituzione del 1819 presentava forti elementi di carattere unitario, consegnando ampi poteri all'esecutivo.

## La dissoluzione
Nel 1819, perso l'appoggio di San Martín e indebolito presso l'opinione pubblica, Pueyrredón fu costretto a dimettersi e al suo posto fu designato José Rondeau. Il nuovo Direttore Supremo si trovò a dover combattere con maggior vigore contro le province federaliste del Litorale. Impegnato in una lotta disperata contro l'esercito luso-brasiliano, Artigas diede ordine al suo luogotenente ad Entre Ríos, Francisco Ramírez, di unire le sue forze a quelle del governatore di Santa Fe, Estanislao López, per marciare contro Buenos Aires. Abbandonato da San Martín, che si rifiutò di intervenire con il suo esercito nella guerra civile, e dalle truppe di Manuel Belgrano, rivoltatesi all'ordine di combattere le province ribelli, Rondeau fu sconfitto da Ramírez e López il 1º febbraio 1820 nella battaglia di Cepeda.
I vincitori si rifiutarono di stringere accordi con i rappresentanti del Congresso o del Direttorio, mentre il comandante militare di Buenos Aires, Miguel Estanislao Soler, firmò un armistizio con Ramírez e López e suggerì al cabildo di porre fine ai fattori che impedivano la firma della pace. L'organo municipale sollecitò l'esecutivo e l'assemblea a porre fine alla propria esperienza; rimasto l'unica autorità presente in città, questo alla fine elesse un proprio governatore, Manuel de Sarratea, incaricato di negoziare la pace in qualità di rappresentante della sola provincia di Buenos Aires.
Il trattato del Pilar, firmato il 23 febbraio 1820, sancì la nascita di una federazione di province indipendenti e sovrane; la costituzione sarebbe dovuta essere promulgata da un nuovo congresso che si sarebbe dovuto radunare a San Lorenzo.